# Masaji Kitano
Masaji Kitano (Tokio, 14 de julio de 1894-Ibídem 17 de mayo de 1986) era un médico, microbiólogo y Teniente general del Ejército Imperial Japonés. Fue el segundo comandante del Escuadrón 731, una unidad secreta de investigación y desarrollo de guerra biológica y química responsable de algunos de los crímenes de guerra más notorios cometidos por militares japoneses.

## Biografía
Masaji Kitano nació el 14 de julio de 1894 en la prefectura de Hyōgo, Japón.
Se graduó de la Facultad de Medicina de la Universidad Imperial de Tokio el 26 de noviembre de 1920 con el título de médico. En 1921, fue comisionado teniente como cirujano del ejército. En 1923 cursó estudios en la Escuela de Posgrado de la Universidad Imperial de Tokio, con investigaciones sobre enfermedades infecciosas, perforación intestinal y shigella, siendo ascendido a cirujano de primera clase del ejército siete meses después. En 1925 obtuvo su doctorado con una tesis titulada "Investigación experimental sobre perforación intestinal seronegativa y fiebre paratifoidea", cuatro años antes de ser ascendido a cirujano de tercera clase del ejército.
En 1932, trabajó en el Hospital del Primer Ejército en Tokio y dio clases en el Departamento Médico del Ministerio de Guerra de Japón. Al año siguiente visitó Estados Unidos y Europa para llevar a cabo investigaciones, siendo ascendido en agosto de 1935 a cirujano jefe de segunda clase del ejército (Nitō guni sei). En 1936, fue enviado a Manchukuo, estado títere del Imperio de Japón y se convirtió en profesor de la Facultad Manchú de Medicina, enseñando microbiología.
En 1942 fue nombrado segundo comandante del Escuadrón 731. Su predecesor fue Shirō Ishii. En abril de 1945, fue ascendido a teniente cirujano general y nombrado comandante del 13º Cuerpo Médico del Ejército. Después de la rendición japonesa en agosto de 1945, fue detenido en un campo de prisioneros de guerra en Shanghái. Como todos los involucrados con el Escuadrón 731 o la guerra biológica japonesa, fue repatriado a Japón en enero de 1946.[cita requerida]
Kitano fue uno de los fundadores de la empresa farmacéutica japonesa y primer banco de sangre comercial  Green Cross, que fue rebautizada Welfide en 1998 y pasó a formar parte de Mitsubishi Pharma en 2001.
En 1959, se convirtió en jefe de la planta en Tokio y el director jefe de esa compañía. Él fue el comisionado funerario principal de Shirō Ishii.[cita requerida]
Kitano murió en Tokio en 1986.

## Investigaciones
Siendo un antiguo rival de Shirō Ishii, Kitano fue considerado la tercera persona más importante en la investigación japonesa sobre guerra biológica después del Mayor Yujiro Wakamatsu, un veterinario. Cuando fue profesor de microbiología en la Facultad de Medicina de Mukden, él creó un laboratorio de guerra biológica allí.
Cuando realizaba sus investigaciones, Kitano empleaba seres humanos como cobayas en sus experimentos. Varios artículos suyos publicados en revistas científicas japonesas durante 20 años se basaron en estos experimentos. Los lectores de sus obras, así como los estudiantes de la Facultad de Medicina de Mukden, se dieron cuenta del uso de nombres en clave. Cuando él usaba el término "monos" en lugar del nombre científico de una determinada especie de primates, se refería a seres humanos de diversas nacionalidades.
Durante su etapa como microbiólogo, estuvo acantonado en distintas instalaciones de guerra biológica ubicadas en territorios bajo ocupación japonesa. La última instalación donde estuvo acantonado estaba en Shanghái.